# Somaliaster
Somaliaster is een geslacht van uitgestorven zee-egels, en het typegeslacht van de familie Somaliasteridae.

## Soorten
- Somaliaster magniventer Hawkins, 1935 †